# 1939 en chimie
Cet article présente les faits marquants de l'année 1939 en chimie.

## Évènements
- Linus Pauling a publié The Nature of the Chemical Bond une somme de décennies de travail sur la liaison chimique. Il s'agit d'un des textes chimiques modernes les plus importants. Il détaille la théorie de l'hybridation des orbitales, les liaisons covalentes et ioniques expliquées en fonction de l'électronégativité, ainsi que la mésomérie[1].
- 6 janvier : Les physiciens allemands Otto Hahn et Fritz Strassmann publient le résultat de leur expérience sur la fission de l’uranium dans la revue Naturwissenschaften[2].
- 9 janvier : annonce à l'Académie des Sciences de la découverte du francium, par Marguerite Perey, élève de Marie Curie[3].
- 30 janvier : Frédéric Joliot-Curie publie dans les comptes rendus de l'Académie des sciences une preuve physique de la fission de l'uranium[4].
- 8 août : le biochimiste américain Edward Adelbert Doisy dépose un brevet pour la synthese de la vitamine K[5].
- Septembre : découverte des propriétés insecticides du DDT par le chimiste suisse Paul Hermann Müller[6].

## Prix
- Prix Nobel de chimie : 
  - Adolf Butenandt pour ses travaux sur les hormones sexuelles[7],[8].
  - Leopold Ruzicka pour ses travaux sur les polyméthylènes et les terpènes supérieurs[7],[8].
- Médaille Davy : James William McBain pour ayant ouvert l'étude des électrolytes colloïdaux, fourni les éléments de la théorie directrice et développé le sujet[9],[10].
- Faraday Lectureship : Irving Langmuir[11]
- Médaille William-H.-Nichols : Joel H. Hildebrand[12]

## Naissances
- 7 mai[13] : Sidney Altman (mort en 2022), biochimiste américain d'origine canadienne, prix Nobel de chimie en 1989[14],[15]..
- 22 juin : Ada Yonath, biologiste moléculaire israélien prix Nobel de chimie en 2009.
- 3 août : George Whitesides, chimiste américain.
- 30 septembre : Jean-Marie Lehn, chimiste français, prix Nobel de chimie en 1987.
- Harold Kroto, chimiste britannique, prix Nobel de chimie en 1996.
- 15 octobre : Peter Moore (chemist) (en), professeur de biophysique et de biochimie moléculaire à l'université Yale.
- Barbara Askins, chimiste américaine.

## Décès
- 30 janvier[16] : Philippe Chuit (né en 1866), chimiste suisse.
- 12 février[17] : Søren Sørensen (né en 1868), chimiste danois.
- 8 mars : Stéphane Leduc (né en 1853), biologiste et chimiste français.
- 17 mars[18] : Fritz Ullmann (né en 1875), chimiste allemand.

- 1er mai[19] : Wilhelm Normann (né en 1870), chimiste, biologiste, géologue et entrepreneur allemand.
- 3 mai[20] : Karl von Auwers (né en 1863), chimiste allemand.
- 13 mai[21] : Edmond Blaise (né en 1872), chimiste et pharmacologue français.
- 20 août[22] : Anton Kailan (né en 1879), chimiste autrichien.
- 17 septembre[23] : Otto Ruff (né en 1871), chimiste allemand.
- Otto Berg (né en 1873), chimiste allemand.